# Яроповичі
Яропо́вичі  — село в Україні, в Андрушівській міській громаді Бердичівського району Житомирської області. Населення становить 1117 осіб.

## Географія
Село розташоване у верхів'ї річки Ірпінь (притока Дніпра), за 20 км на північний схід від центру громади, за 6 км від залізничної станції Яроповичі та за 5 км від автомобільного шляху Житомир — Сквира. При південній околиці села розташований Яроповицький ландшафтний заказник.

## Історія
Старовинне село Яроповичі виникло на місці літописного града Ярополча ХІІІ ст.
Назва села пов'язана з іменем київського князя Ярополка Святославовича, який у 970-х роках збудував біля витоків річки Ірпінь тимчасове польове укріплення. Відомо, що на горі, яка й досі піднімається серед рівнин, стояв красивий і величний замок князя Ярополка. Владика часто сюди повертався з походів, бо дуже любив цю місцевість. Багато походів зробив князь. Чимало воїнів мав у себе в дружині — хоробрих, дужих богатирів. Та найбільше князь любив людей, які приходили до нього з околиць великого замку, тому що мали вони красну вроду і велику силу. Таких князь Ярополк вважав справжніми воїнами. Вони ж, в знак поваги до князя Ярополка, називали себе ярополківцями. А через багато років за горою, що лишилась від замку, виросло велике поселення. Люди дали йому ім'я хоробрих воїнів Ярополка, назвавши Ярополковичі, а згодом трохи змінилась назва населеного пункту і стала Яроповичами.
Раніше село називалось Ярополча, Яроповці, Ярополковиці.
В 1736 році Яроповичі належали Станіславу Тища-Биковському, а через 4 роки були під опікою судді Київського Францішка Нітославського; в другій половині 18 ст. він записав (з 1757 р.) село Ходарківському домініканському монастирю.
В 1855 році в Яроповичах було декілька панів, яким належала певна частина землі цього села, а саме: Тит Карлович Тржецяк (Tytus Trzeciak) мав землі 8068 десятин, кріпаків 507 душ; Ієронім Мікецький відповідно 572 десятини землі, 31 душу кріпаків; Василь Ярмолович — 111 десятин, 17 душ. Три брати Клюковські — 3 десятини, 10 душ.
Село входило до складу Київської губернії, Сквирського повіту. Центр волості. До 1858 року більша частина Яроповичів належала Титу Тржецяку, який у 1859 році продав садибу Сигізмунду Антоновичу Котюшинському. У 1865 році ним було збудовано цукровий завод. Однак скоро Котюшинський збанкрутував, передав і садибу, і завод своїм кредиторам, товариству цукровиків. В роки революції цукровий завод згорів.
В січні 1918 року встановлена радянська окупація. Комсомольський осередок у селі виник 1921 року. Перше колективне господарство — ТСОЗ організовано восени 1927 року.
На території села була розміщена центральна садиба колгоспу ім. Я. М. Свердлова, за яким було закріплено 4031,8 га сільськогосподарських угідь, у тому числі 3362,9 га орної землі. Провідними сільськогосподарськими культурами були пшениця, ячмінь, цукрові буряки, кормові культури. Було розвинуте м'ясо-молочне тваринництво. В господарстві також були млин, механічна і деревообробна майстерні, пилорама. В селі знаходився відділок Андрушівського бурякорадгоспу.
У Другій світовій війні взяло участь 405 жителів села, з них 190 — загинуло, 202 — нагороджено орденами й медалями.
29 червня 1960 року, відповідно до рішення Житомирського облвиконкому № 683 «Про об'єднання деяких населених пунктів в районах області», через фактичне злиття населених пунктів приєднано хутір Гать.

## Населення

### Мова
Розподіл населення за рідною мовою за даними перепису 2001 року:
| Мова            | Кількість | Відсоток |
| --------------- | --------- | -------- |
| українська      | 1090      | 97.58%   |
| російська       | 18        | 1.61%    |
| румунська       | 5         | 0.45%    |
| білоруська      | 2         | 0.18%    |
| вірменська      | 1         | 0.09%    |
| інші/не вказали | 1         | 0.09%    |
| Усього          | 1117      | 100%     |

## Економіка
Економіка представлена підприємствами та фермерськими господарствами в аграрній сфері. Підприємства спеціалізуються переважно на вирощуванні зернових та технічних культур.

## Соціальна сфера

### Освіта
Яроповицький дошкільний навчальний заклад «Теремок», Яроповицька загальноосвітня школа І-ІІІ ступенів.

### Охорона здоров'я
Лікарська амбулаторія

### Релігійне життя
Церква споруджена в ім'я великого мученика Дмитра, дерев'яна, побудована в 1851 року. Згоріла в 2016 році. Залишився кам'яний фундамент.

## Історичні пам'ятки

### Городище Ярополк

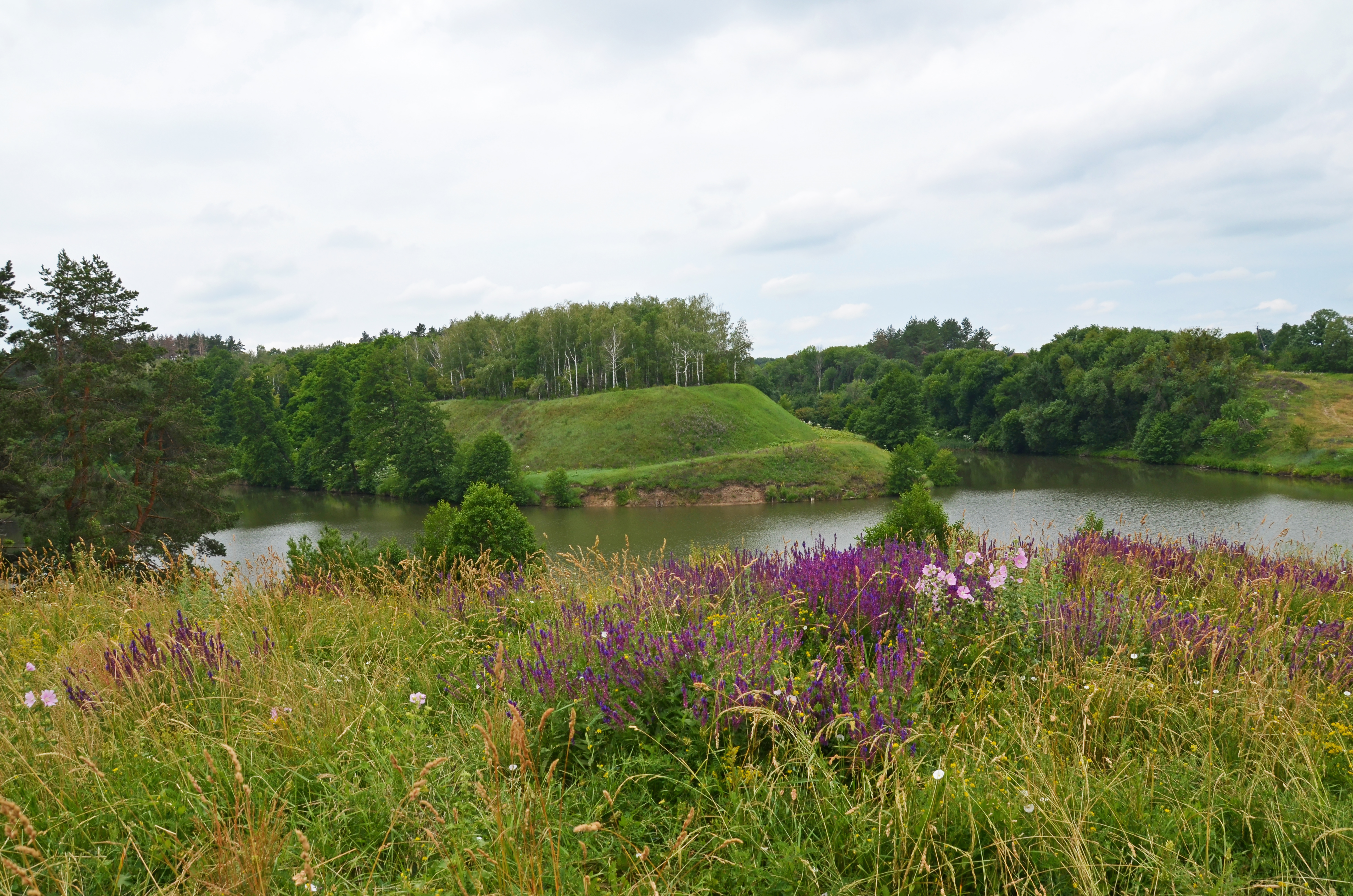
Городище Ярополк

На південь від села в урочищі Замок знаходиться городище літописного міста Ярополча, яке є пам'яткою археології (IX—XIII ст.). Вперше городище згадано в літописі під 1160 р. Підйомний матеріал: давньоруська (XI-XIII ст.) гончарна кераміка.

### Дерев'яний палац з парком
У центрі села зберігся парк (XIX ст., 6 га) зі ставком. В середині парка — панська садиба XIX ст. Дерев'яний будинок, збудований в стилі українського бароко. В ті часи вже мав каналізацію, сантехнічне оснащення, обігрів взимку здійснювався за допомогою теплих потоків повітря і диму, які надходили від котла, що стояв у підвалі, і підігрівали підлогу. До 2008 року палац служив приміщенням для школи. В будинку планується розмістити краєзнавчий музей. Станом на 2017 рік будівля знаходиться в стані прогресуючої руйнації.

### Пам'ятники
Братські могили:
- ? р. Скульптура воїна встановлена на постаменті з оцементованої цегли. Плита — з каменю габро
- 1962 р. Могила прямокутної форми в вигляді земляного насипу, обкладена поштукатуреною цеглою. На могилі встановлений обеліск з зіркою. Висота обеліска — 3 м. Дерев'яна огорожа — 3×4 м
- 1955 р. Могила прямокутної форми, обкладена з/б бордюром. На могилі вмонтована плита з каменю лабрадориту, з викарбуваними прізвищами загиблих. На могилі встановлено скульптуру воїна. Висота скульптури — 1,5 м.
- ? р. Обеліск з оцементованої цегли, з викарбуваними прізвищами на табличці з заліза. Висота — 1,78 м.

Пам'ятник на честь загиблих. Скульптура жінки, яка тримає в руках лавровий вінок. З правої сторони на прямокутному постаменті вмонтовано 9 мармурових плит з іменами загиблих воїнів-односельчан.

## Відомі люди
- Вдовиченко Володимир Іванович — фаготист, педагог Київської національної музичної академії, соліст симфонічного оркестру Національного театру опери і балету України ім. Т. Г. Шевченка
- Любченко Любов Андріївна — українська радянська діячка, голова колгоспу «Більшовик» Андрушівського району Житомирської області. Герой Соціалістичної Праці (1971). Депутат Верховної Ради СРСР 6-10-го скликань.
- Максименко Микола Антонович — народний художник України, лауреат Національної премії України імені Т. Г. Шевченка

## Фототека

Яроповицький заказник

## Ресурси Інтернету
- Фото — Яроповичі [Архівовано 5 березня 2016 у Wayback Machine.]
- Погода в селі Яроповичі [Архівовано 5 березня 2016 у Wayback Machine.]
- Jaropowce albo Jaropołcza // Słownik geograficzny Królestwa Polskiego. — Warszawa : Druk «Wieku», 1882. — Т. III. — S. 454. (пол.)
- Jaropowicze albo Jaropowce // Słownik geograficzny Królestwa Polskiego. — Warszawa : Druk «Wieku», 1902. — Т. XV, cz. 2. — S. 7. (пол.)